# パルメット・ステート (装甲艦)
CSS パルメット・ステート（CSS Palmetto State）は南北戦争のアメリカ連合国海軍（南部海軍）のリッチモンド級砲郭型装甲衝角艦。パルメット・ステートはサウスカロライナ州の別名である。

## 艦歴
パルメット・ステートはサウスカロライナ州チャールストンにおいて、1862年1月から建造が始まった。製造はキャメロン・アンド・カンパニーで、連合国海軍代将であるD. N. イングラハム（D. N. Ingraham）が監督した。1862年9月には就役し、ジョン・ラトリッジ（John Rutledge）少佐が艦長となった。パルメット・ステートの装甲厚は4インチで、22インチ厚の木材で裏打ちされていた。操舵室は煙突の後ろにあった。
1863年1月31日の夜明け前、パルメット・ステートと姉妹艦CSS チコーラは濃い霧の中を、チャールストン沖のアメリカ合衆国海軍（北部海軍）の封鎖艦対に対して奇襲をかけた。低いシルエットを利して、パルメット・ステートはUSS マーセディッタ（USS Mercedita）の砲の下をすり抜け、衝角攻撃をかけるとともに砲撃を行った。マーセディッタは行動不能になり、またその艦載砲はすぐ側のパルメット・ステートを砲撃できる俯角を取れなかったため、降伏するしかなかった。続いて、USS キーストーン・ステート（USS Keystone State）に矛先を向け、数発の命中弾を与えた。 キーストーン・ステートの蒸気機関には穴が開き、動力を失い他艦に曳航してもらって脱出した。その後、南軍装甲艦と北軍艦隊の間に長距離砲戦が発生したが、どちらもわずかな損害も出したのみで、パルメット・ステートとチコーラは安全なチャールストン港に引上げた。この戦闘により、北軍封鎖艦隊は一時的に近接封鎖を解除し、連合国政府はチャールストンの封鎖は失敗したと宣言した。
パルメット・ステートは1863年4月1-7日に北軍サミュエル・デュポン提督が実施したチャールストン攻撃の際にチャールストンの防衛に従事し、これを失敗させた。また、1863年9月6日から7日にかえての夜に実施した、ワグナー砦（Fort Wagner）とグレッグ砲台からの撤退においても活躍した。
南軍のチャールストンからの撤退に伴い、1865年2月18日、パルメット・ステートは鹵獲を避けるために自焼した。

## 参考資料
- Silverstone, Paul H. (2006). Civil War Navies 1855–1883. The U.S. Navy Warship Series. New York: Routledge. ISBN 0-415-97870-X
- Still, William N., Jr. (1985). Iron Afloat: The Story of the Confederate Armorclads (Reprint of the 1971 ed.). Columbia, South Carolina: University of South Carolina Press. ISBN 0-87249-454-3

- この記事はアメリカ合衆国政府の著作物であるDictionary of American Naval Fighting Shipsに由来する文章を含んでいます。